# Viasats Sportkanaler
Viasats Sportkanaler är nordiska betalkanaler från Viaplay Group som visar en rad olika sporter i tv. I kanalerna sänds idrotter som fotboll, ishockey, motorsport, golf och en hel del annat. Här kan man bland annat se Champions League och Premier League i fotboll och från motorsportsvärlden kan man följa Formel 1 och MotoGP. Här sänds också ishockey från både NHL och KHL. 
Vinter-OS 2014 i Sotji sändes i både Viasats Sportkanaler samt i MTG:s reklamfinansierade tv-kanaler. Även Sommar-OS 2016 i Rio sänds i dessa kanaler.

## Sverige
I Sverige finns det fem olika sportkanaler och samtliga finns speglade även som HD-kanaler. Utöver det sänder även Viasat Xtra-kanalerna när live-sändningar inte får plats i övriga kanaler 
- Viasat Sport / HD
- Viasat Fotboll / HD
- Viasat Motor / HD
- Viasat Hockey / HD
- Viasat Golf / HD
- Viasat Xtra
- TV3 Sport HD

Viasat Sport Extra HD
Utöver dessa kanaler sänder NENT även sport i sina reklamfinansierade kanaler som TV3, TV6 och TV10 när det rör sig om de riktigt publikdragande evenemang som Handbolls-EM, Sveriges fotbollslandskamper och Champions League.

### Distribution
I Sverige sänds kanalerna i flera kabelnät, analogt via några fristående nät, digitalt via exempelvis Com Hem, Bredbandsbolaget, Tele2 och Canal Digital. Via satellit är det bara Viasat som sänder Viasats Sportkanaler. Viasat Sport, Viasat Fotboll, Viasat Hockey och Viasat Motor säljs tillsammans medan Viasat Golf säljs separat. 
Kanalerna sänder även numera via IPTV, då genom Telia Digital-TV och Viasat IP-TV.
En av kanalerna sände i det digitala marknätet fram till den 15 augusti 2001, men har sedan dess upphört med dessa sändningar.

### Nedlagda kanaler
Tidigare var Viasat Sport ett samlingsnamn för de av MTG:s tv-kanaler som enbart sände sport. 
Dessa var:
- Viasat Sport 1
- Viasat Sport 2
- Viasat Sport 3
- Viasat Sport 24

Kanalerna lanserades 1 februari 2004. "Ettan" visade de största tävlingar man hade rättigheter till, (förutom de som reklamkanalerna visade). "Tvåan" sände enbart fotboll och "Trean" sände från början nostalgiska sportögonblick men ändrade sedan inriktning och började visa huvudsakligen olika motor och kampsporter.
"24:an" lanseras först den 24 april 2005 klockan 13:00. I kanalen visades flera sportevenemang samtidigt i olika rutor på skärmen dygnet runt, kompletterat med sportnyheter, resultat och odds i rullande remsor och rutor. 
I januari 2007 ersattes Viasat Sport 24 av Viasat Golf.
Den 17 oktober 2008 ersattes kanalerna Viasat Sport 1, Viasat Sport 2 och Viasat Sport 3 med de nya kanalerna Viasat Sport, Viasat Fotboll och Viasat Motor. Den 2 september 2009 lanserades Viasat Hockey.

## Övriga Norden
Viasat sänder liknande kanaler i övriga norden. I Danmark så satsar man på TV2 Sport, ett samarbete mellan Viasat och konkurrenten TV2. Vidare sänder man också sin version av Viasat Golf samt en HD kanal. Man sänder också sport i fri-tv kanalen TV3+. I Norge samarbetar man med NRK om sportkanalen SportN och sänder även tre ytterligare sportkanaler: Viasat Sport, Viasat Motor och Viasat Golf. I Finland sänds Viasat Golf på finska, Viasat Sports svenska version, Viasat Sport HD och Viasat Hockey. Övriga kanaler är inte tillgängliga.

## Baltikum
I Baltikum sänds Viasat Hockey